# Constantina (impératrice)
Pour les articles homonymes, voir Constantina (homonymie).
Titre
Impératrice byzantine
582 – 602
Constantina (560-605) était l'épouse de l'empereur byzantin Maurice. Elle était une fille de Tibère II Constantin et de sa femme Ino Anastasia. Sa parenté a été enregistrée dans les chroniques de Théophylacte Simocatta, de Paul Diacre et de Jean de Biclar.
D'après les Chroniques géorgiennes, Constantina serait la fille de Khosro II. Ce recueil de texte fut cependant compilé au XIIIe siècle et décrit des liens de filiations contradictoires. D'autres sources font de Constantina sa belle-mère à cause des liens de filiations - plus ou moins fictifs - avec Maryam, la fille de l'empereur Maurice.

## La fille de César
Son père, Tibère II Constantin, était le commandant des excubites sous Justin II. Justin aurait souffert de crises temporaires de folie et était incapable d'exercer ses fonctions dès la prise de Dara par l'empereur sassanide Khosro Ier en novembre 573. Selon Grégoire de Tours, le gouvernement de l'Empire à ce stade fut assumé par Sophie, la nièce de Théodora et impératrice consort de Justin II. Évagre le Scholastique indique que l'impératrice Sophie réussit à conclure une trêve de trois ans avec Khosro Ier en son propre nom. En tant que régente, elle eut néanmoins besoin de se constituer des partisans. Elle nomma alors Tibère, comme co-dirigeant de l'Empire.
D'après les chroniques de Théophane le Confesseur, Tibère aurait été nommé César par Justin le 7 décembre 574. Il est ensuite adopté par Justin et devient officiellement son héritier. Ino Anastasia, l'épouse de Tibère, est élevée au rang de Caesarissa, la deuxième dame de l'Empire. Constantina et de sa sœur Charito deviennent, quant à elles, membres de la famille impériale.
L'Histoire ecclésiastique de Jean d'Éphèse et les chroniques de Théophane indiquent que Sophie aurait eu pour projet de se marier avec Tibère. Elle considérait en effet son mariage avec Ino Anastasia comme une offense. De surcroît, elle refusa à Ino et à ses filles le droit de venir au Grand Palais de Constantinople et les installa à la place dans le palais de Boucoléon, l'ancienne résidence de Justinien avant son accession au trône. Selon Jean d'Éphèse, Tibère allait leur rendre visite chaque soir puis revenait au Grand Palais le matin venu. Sophie interdit également aux dames de la cour de rendre visite à Ino et à ses filles ce qui aurait été considéré comme un signe de respect.
Ino quitta finalement Constantinople avec ses filles pour se rendre à Daphnudium, son précédent lieu de résidence. Selon Jean d'Éphèse, Tibère quitta Constantinople pour leur rendre visite lorsqu'Ino tomba malade.

## Membre de la famille impériale
Le 5 octobre, 578, Justin II meurt et Tibère devient le seul Empereur. Selon Jean d'Éphèse, Sophie envoie alors le patriarche Eutychius de Constantinople convaincre Tibère de divorcer avec Ino. Elle lui propose le mariage, avec elle-même ou avec sa fille Arabie, qui est une adulte, mais Tibère refuse.
Craignant pour la sécurité de sa femme et de ses enfants, Tibère II Constantin les fait rentrer clandestinement à Constantinople par bateau en pleine nuit. Il organise ensuite une rencontre entre Ino, Eutychius et les membres du Sénat byzantin. Ino est proclamée impératrice lors d’une cérémonie publique et reçoit le titre d'Augusta. Sophie garde néanmoins son rang et peut disposer d'une partie du palais pour ses besoins personnels. Constantina, elle, devient officiellement membre de la famille impériale, en tant que fille d'une des deux impératrices.
Le règne de son père, l'Empereur, est relativement court. En 582, Tibère tombe malade et la question de la succession devient urgent. Une nouvelle fois, la cour presse Sophie de lui désigner un successeur. Elle choisit Maurice, un général qui avait remporté un certain nombre de victoires contre Hormizd IV, le fils et successeur de Khosro Ier. Selon Grégoire de Tours, elle envisage là-aussi de se marier avec le futur empereur.

## Mariage
Jean d'Éphèse et Grégoire de Tours présentent les mariages de Constantina et de Charito comme une manœuvre de Tibère vis-à-vis de Sophie afin lui damer le pion en s'assurant la loyauté de son beau-fils. Le 5 août, 582, Constantine est fiancée à Maurice et Charito à Germanus. Les deux hommes sont nommés empereurs et deviennent ainsi des successeurs de Tibère.
Germanus était un patricien et le gouverneur de la Province d'Afrique. Il est identifié comme le fils de Germanus (un cousin de Justinien) et Matasonte, la reine des Ostrogoths, dans les écrits de l'historien Jordanès.
Une interprétation historique de ce double mariage est que Tibère aurait envisagé de désigner deux co-empereurs comme successeurs à sa mort, en divisant éventuellement les provinces entre eux. Si Tibère a eu de tels plans, ils n'ont jamais pris forme. Selon Jean de Nikiou, Germanus était le candidat favori de Tibère pour le trône, mais il aurait refusé par humilité.
Le 13 août, Tibère, est déjà sur son lit de mort. Les civils, militaires et dignitaires ecclésiastiques attendent la nomination de son successeur. Tibère aurait préparé un discours sur la question, mais est trop faible pour parler. Le questeur du palais sacré le lit alors pour lui. Le texte proclame Maurice Auguste comme son unique successeur. Le 14 août, Tibère II Constantin meurt et Maurice devient le seul empereur. Constantina reste sa fiancée.

## Impératrice
Le mariage de Constantina et Maurice a lieu à l'automne 582. La cérémonie est célébrée par le Patriarche Jean IV le Jeûneur et est décrite en détail par Théophylacte Simocatta. Constantina est proclamée Augusta, tout comme Sophie et Ino Anastasia qui gardent le même titre. Jean d'Éphèse mentionne ainsi que les trois Augustas vivaient dans le Grand Palais.
Anastasia est la première des trois dames à mourir en 593. Les relations entre Constantina et sa mère ne semblent pas avoir été au beau fixe, à tel point que Constantina semble avoir entretenu de meilleures relations avec Sophie qu'avec sa propre mère.
Théophane le Confesseur indique que Sophie et Constantina auraient offert conjointement une précieuse couronne comme cadeau à Maurice lors de la fête de Pâques 601. Maurice accepta le cadeau, mais ordonna de l'accrocher au-dessus de l'autel de Sainte-Sophie comme son propre hommage à l'église, ce qui, selon Théophane le Confesseur, aurait été pris comme une insulte par les deux Augustas et aurait été à l'origine d'une cassure dans le mariage entre Constantina et Maurice.

## Destitution
Le 22 novembre 602, Maurice, Constantina et leurs enfants quittent Constantinople dans un navire de guerre. La ville est en proie à l'émeute à cause de la famine. La faction des Verts de l'hippodrome se retourne contre la famille impériale, tandis qu'une mutinerie de l'armée, menée par Phocas arrive aux portes du Palais. Phocas est proclamé empereur le 23 novembre.
Malheureusement le navire dans lequel la famille a pris la fuite doit affronter une tempête, ce qui la force à chercher refuge sur la côte asiatique de la mer de Marmara, non loin de Nicomédie. Maurice souffre de l'arthrite et ses capacités diminuent à cause d'une douleur intense à la suite de leur voyage par la mer. Les troupes loyales à Phocas capturent la famille impériale déchue quelques jours plus tard, et les emmène à Chalcédoine. Le 27 novembre, les cinq enfants sont exécutés devant les yeux de leur père, puis Maurice lui-même est exécuté. Constantina, elle, est épargnée.
En 603, elle est exilée avec ses trois filles dans un monastère, connu sous le nom de « la Maison de Léon ». Le monastère a été associé durant un temps au monastère de Saint-Mamas, fondé et dirigé par Theoctista, une sœur de Maurice.
Théophane le Confesseur indique que Constantina aurait gardé le contact avec son beau-frère Germanus, et que les deux auraient conspiré contre Phocas. Leurs messages sont confiées à Petronia, une servante de Constantina, mais Petronia les trahit et les dénonce à Phocas. Constantina est arrêtée et placée sous la garde de Theopemptus, préfet de Constantinople. Son interrogatoire est mené sous la torture et elle est forcée de donner le nom des autres conspirateurs.
Constantina et ses trois filles sont exécutées à Chalcédoine. Germanus et sa fille (dont le nom ne nous est pas parvenu) sont également exécutés. Théophane le Confesseur place la date de leur mort vers 605-606, mais un doute subsiste concernant la date exacte.
Georges Kodinos indique, dans son Patria de Constantinople, que Constantina a été décapitée et son corps jeté dans le Bosphore. Cependant, Constantin VII indique dans le recueil De ceremoniis que Maurice, Constantina et leurs enfants ont été enterrés au monastère de Saint-Mamas.

## Famille et enfants
Le mariage de Constantina et Maurice fut prolifique. Ils eurent neuf enfants : 
- Théodose (4 août 583-27 novembre 602). Selon Jean d'Éphèse, il a été le premier héritier né d'un empereur encore en règne depuis Théodose II (408-450). Il est nommé César en 587 et co-empereur le 26 mars 590.
- Tibère (mort le 27 novembre 602)
- Pierre (mort le 27 novembre 602)
- Paul (mort le 27 novembre 602)
- Justin (mort le 27 novembre 602)
- Justinien (mort le 27 novembre 602)
- Anastasie (morte vers 605)
- Théoctiste (mort vers 605)
- Cléopâtre (morte vers 605)

Une fille, nommée Marie (ou Miriam), est mentionnée au XIIe siècle ; selon les chroniques de Michel le Syrien, elle aurait été mariée à Khosro II, mais son existence relève probablement de la fiction car elle n'est mentionnée par aucune source byzantine. Si elle a existé, elle est probablement née peu après le mariage de Constantina avec Maurice en 582.